# Eduardo Mendoza
Pour les articles homonymes, voir Mendoza.
 (juin 2019).
Si vous disposez d'ouvrages ou d'articles de référence ou si vous connaissez des sites web de qualité traitant du thème abordé ici, merci de compléter l'article en donnant les références utiles à sa vérifiabilité et en les liant à la section « Notes et références ».
Œuvres principales
- Le Mystère de la crypte ensorcelée
- La Ville des prodiges
- Sans nouvelles de Gurb
- Bataille de chats

Eduardo Mendoza, né le 11 janvier 1943 à Barcelone, est un écrivain espagnol, considéré comme l'auteur le plus représentatif de sa génération. Il remporte le Prix Cervantes en 2016.

## Biographie
Fils de magistrat, il suit sa scolarité dans un collège tenu par les frères Maristes. Après des études de droit, il étudie la sociologie à Londres entre 1966 et 1967. Il travaille comme avocat, mais en 1973 il part pour New York où il est traducteur à l'ONU. 
Son premier roman paraît peu avant la mort de Franco et reçoit le Prix de la Critique. Centré sur la répression des anarchistes en Catalogne dans les années 1910, La Vérité sur l'affaire Savolta est publiée en 1975. La parution de ce roman représente un important changement dans l'art narratif espagnol : un retour à une écriture plus traditionnelle, s'éloignant de la littérature expérimentale.
Dans Le Mystère de la crypte ensorcelée (1979), le héros, sorte de clochard qui n'a peur de rien, indic, psychopathe, inventif et grand baratineur, sort d'un hôpital psychiatrique pour effectuer une enquête demandée par le policier qui l'a fait enfermer quelques années plus tôt après l'avoir tabassé. Le détective improvisé mène son travail consciencieusement en interrogeant des personnages aussi déjantés que lui-même. Mendoza livre un roman policier parodique et burlesque, avec un grand sens du gag, qui est en même temps une féroce critique de l'ère « prépostfranquiste ». 
La Ville des prodiges, où la ville de Barcelone tient un rôle important, est célébré comme un chef-d'œuvre dès sa sortie en 1986. Mario Camus l'adapte au cinéma en 1999.
On retrouve son sens du burlesque, avec des gags en rafale, dans un roman prépublié dans El País en 1990, Sans nouvelles de Gurb, sur un extraterrestre perdu dans Barcelone cherchant un autre extraterrestre nommé Gurb à l'apparence de la chanteuse Madonna. 
Le Dernier Voyage d'Horacio II, un roman de science-fiction humoristique, paraît également dans El País en 2001.
En 1995 il reçoit la Creu de Sant Jordi, distinction décernée par la Generalitat de Catalogne.
À partir de 1995, il donne des cours de traduction à l'université Pompeu Fabra de Barcelone.
Il reçoit le prix Franz Kafka 2015.
Le 30 novembre 2016, il reçoit le prestigieux prix Cervantès pour l'ensemble de son œuvre.

## Œuvre

### Romans
- La verdad sobre el caso Savolta (1975) Publié en français sous le titre La Vérité sur l'affaire Savolta, traduit par Jean-Marie Saint-Lu, Paris, Flammarion, 1986 ; réédition, Paris, Seuil, Points. Roman no 477, 1991 ; réédition, Seuil, Points no 461, 1998
- El misterio de la cripta embrujada (1979) Publié en français sous le titre Le Mystère de la crypte ensorcelée, traduit par Anabel Herbout et Edgardo Cozarinsky, Paris, Éditions du Seuil, 1982 ; réédition, Paris, Seuil, Points. Roman no 324, 1988 ; réédition, Seuil, Points no 459, 1998 ; réédition, Paris, Points, 2014
- El laberinto de las aceitunas (1982) Publié en français sous le titre Le Labyrinthe aux olives, traduit par Françoise Rosset, Paris, Éditions du Seuil, 1984 ; réédition, Paris, Seuil, Points. Roman no 380, 1990 ; réédition, Seuil, Points no 460, 1998
- La ciudad de los prodigios (1986) La Ville des prodiges Publié en français sous le titre La Ville des prodiges, traduit par Olivier Rolin, Paris, Éditions du Seuil, 1988 ; réédition, Paris, Seuil, Points. Roman no 401, 1990 ; réédition, Seuil, Points no 46, 1995
- La isla inaudita (1989) Publié en français sous le titre L'Île enchantée, traduit par Annie Morvan, Paris, Éditions du Seuil, 1991 ; réédition, Paris, Seuil, Points. Roman no 597, 1993 ; réédition, Seuil, Points no 657, 1999
- Sin noticias de Gurb (1991) Publié en français sous le titre Sans nouvelles de Gurb, traduit par François Maspero, Paris, Éditions du Seuil, Point virgule no 143, 1994 ; réédition, Paris, Seuil, Points (hors commerce), 2010
- El año del diluvio (1992) Publié en français sous le titre L'Année du déluge, traduit par François Maspero, Paris, Éditions du Seuil, 1993 ; réédition, Paris, Seuil, Points no 38, 1995
- Una comedia ligera (1996) - Prix du Meilleur livre étranger 1998 Publié en français sous le titre Une comédie légère, traduit par François Maspero, Paris, Éditions du Seuil, 1998 ; réédition, Paris, Seuil, Points no 658, 1999
- La aventura del tocador de señoras (2001) Publié en français sous le titre L'Artiste des dames, traduit par François Maspero, Paris, Éditions du Seuil, 2002 ; réédition, Paris, Seuil, Points no 1076, 2003
- El último Trayecto de Horacio Dos (2002) Publié en français sous le titre Le Dernier Voyage d'Horatio II, traduit par François Maspero, Paris, Éditions du Seuil, 2004 ; réédition, Paris, Seuil, Points no 1343, 2005
- Mauricio o las elecciones primarias (2006) Publié en français sous le titre Mauricio, ou Les Élections sentimentales, traduit par François Maspero, Paris, Éditions du Seuil, 2007 ; réédition, Paris, Seuil, Points no 1994, 2008
- El asombroso Viaje de Pomponio Flato (2008) Publié en français sous le titre Les Aventures miraculeuses de Pomponius Flatus, traduit par François Maspero, Paris, Éditions du Seuil, 2009 ; réédition, Paris, Seuil, Points no 2405, 2010
- Riñas de gatos. Madrid, 1936 (2010) - Prix Planeta et Prix du Livre européen Publié en français sous le titre Bataille de chats, traduit par François Maspero, Paris, Éditions du Seuil, 2012 ; réédition, Paris, Seuil, Points no 2994, 2013
- El enredo de la bolsa y la vida (2012) Publié en français sous le titre La Grande Embrouille, traduit par François Maspero, Paris, Éditions du Seuil, 2013 ; réédition, Paris, Seuil, Points no 3273, 2014
- El secreto de la modelo extraviada (2015) Publié en français sous le titre Les Égarements de mademoiselle Baxter, traduit par Delphine Valentin, Paris, Éditions du Seuil, 2016
- Trilogie Las tres leyes del movimiento
  - El rey recibe (2018)
  - El negociado del yin y el yang (2019)
  - Transbordo en Moscú (2021)

### Essais
- Nueva York (1986)
- Barcelona modernista (1989), en collaboration avec Cristina Mendoza
- Baroja, la contradicción (2002), essai biographique
- ¿Quién se acuerda de Armando Palacio Valdés? (2007)
- ¿Qué está pasando en Cataluña? (2017)

### Théâtre
- Restauración (1990), écrit en catalan, puis traduit en espagnol par l'auteur
- Gloria (2008)

### Autres publications
- Tres vidas de santos (2009) Publié en français sous le titre Trois Vies de saints, traduit par François Maspero, Paris, Éditions du Seuil, 2014
- El camino del cole (2011), ouvrage pour la jeunesse